# سلاسل ذهب (مسلسل)
سلاسل ذهب مسلسل تلفزيوني سوري درامي بدأ عرضه لأول مرة بـ1 رمضان عام 1440هـ الموافق لـ6 آيار/مايو عام 2019م.

## القصة
مهيوب صائغ محنّك في سوق الذهب، يتميز بمعرفة عميقة بنفسيات النساء وحسّه كـ «زير نساء» من جهة، وضحاياه السابقات واللاحقات من جهة أخرى.
يطلق زوجتيه الاثنتين ذهب وزكية ويبيع بيوتهن حسب توكيلات منهن لأبو خالد ويذهب الرجل ليستلم البيوت منهن، تتشاجر الزوجتان سويًا بينما يصر الرجل على استلام البيت ويذهب لإحضار الضابط كامل الذي يُعجب بطليقة مهيوب، ومن جهة عواطف تريد إجبار ابنتها رائدة على الزواج من ابن عمها سليم بينما هي تريد زواج من شاب فقير عبود.
حيث يقوم مهيوب بالعمل على إيقاع بين الشخصيات لكي يستحوذ على أملاكهم، وتقف كل من ذهب وزكية في وجهه وتتوالى الأحداث.

## طاقم العمل
| الممثل            | الدور          | عدد الحلقات |
| ----------------- | -------------- | ----------- |
| بسام كوسا         | مهيوب          | 1-38        |
| كاريس بشار        | ذهب/فضة        | 1-38        |
| صباح الجزائري     | عواطف          | 1-32        |
| ديمة بياعة        | زكية/الماسة    | 1-38        |
| شكران مرتجى       | الداية ام فوزي | 1-38        |
| مها المصري        | ام سليم        | 1-38        |
| علي كريم          | أبو سليم       | 1-38        |
| سامر إسماعيل      | سليم           | 1-38        |
| عبد الهادي الصباغ | أبو خالد       | 1-38        |
| سحر فوزي          | ام خالد        | 1-38        |
| علي سكر           | خالد           | 1-38        |
| جيني إسبر         | زهور           | 1-38        |
| سعد مينه          | كامل           | 1-38        |
| زينة بارافي       | رائدة          | 1-38        |
| طارق عبدو         | عادل/سعيد      | 1-38        |
| أنس طيارة         | عبود           | 1-38        |
| نورا العايق       | سماهر          | 1-38        |
| ريام كفارنة       | باسمة          | 1-38        |
| يارا قاسم         | سلمى           | 7-38        |

## قنوات العرض
- سوريا دراما
- قناة سما
- تلفزيون لنا
- تلفزيون عمان
- تلفزيون دبي
- تلفزيون حواس
- تلفزيون سلطنة عمان
- إل دي سي
- إل بي سي
- قناة الجماهيرية الليبية التابعة لنظام الزعيم الليبي الراحل معمر القذافي

## وصلات خارجية
- صفحة مسلسل سلاسل ذهب على موقع السينما.كوم